# Bataille d'al-Qaïm (2014)
Pour les articles homonymes, voir Bataille d'al-Qaïm.
Seconde guerre civile irakienne
La bataille d'al-Qaïm a lieu en 2014 lors de la seconde guerre civile irakienne.

## Déroulement
La ville d'al-Qaïm se situe sur la frontière entre l'Irak et la Syrie, elle possède un poste-frontière stratégique, l'un des trois points de passage officiels sur les 600 km de frontière qui séparent les deux pays. Le poste frontière est contrôlé depuis le 17 juin par l'Armée syrienne libre et le Front al-Nosra.
Les insurgés sunnites, issus de l'État islamique en Irak et au Levant et d'autres groupes font mouvement sur al-Qaïm. Les combats s'engagent la nuit du 19 juin se poursuivent jusqu'au 20 dans l'après-midi. Les rebelles sunnites irakiens prennent l'avantage et s'emparent de la ville tandis que les rebelles syriens de l'ASL et d'al-Nosra reculent et se replient sur la partie syrienne du poste-frontière,.
Selon des responsables irakiens, les pertes des forces gouvernementales sont d'au moins 34 morts et plus de 50 blessés,. L'Observatoire syrien des droits de l'homme annonce quant à lui au moins 38 morts et 40 blessés, dont des civils.
Le 21 juin, le général de brigade Abdul-Majid al-Fahdawi est tué à al-Qaïm par un tir de mortier.